# Vilain de Nully
Vilain de Nully (né vers 1160 - † vers 1204) est seigneur de Nully à la fin du XIIe siècle. Il est le fils de Gautier de Nully, seigneur de Nully, et d'Adeline d'Arzillières.

## Biographie
En 1199, il assiste avec son frère Guillaume au tournoi d'Écry, donné par Thibaud III comte de Champagne, au cours duquel le prédicateur Foulques de Neuilly prêche la croisade demandée un an plus tôt par le pape Innocent III et où ils décident de prendre la croix.
En 1202, les deux frères ne se rendent cependant pas à Venise où est fixé le rendez-vous des croisés et accompagnent Renard de Dampierre et d'autres chevaliers, comme Henri d'Arzillières, pour rejoindre les Pouilles afin d'embarquer pour Saint-Jean-d'Acre, nouvelle capitale du royaume de Jérusalem.
Alors que la troupe de Renard de Dampierre se dirige vers Antioche, elle est prise en embuscade par les Turcs : Vilain de Nully fait partie des tués tandis que son frère est fait prisonnier.
Afin de faire le voyage en Terre sainte, Vilain de Nully avait contracté des dettes, que sa veuve, Ada de Montmirail, et ses enfants durent rembourser en vendant des terres à des juifs.
Dans la Conquête de Constantinople, Geoffroi de Villehardouin le décrira comme un des meilleurs chevaliers du monde.

## Mariage et enfants
Vers 1196, il épouse Ada de Montmirail, veuve de Clarembaud de Noyers, fille d'André de Montmirail, seigneur de Montmirail et de La Ferté-Gaucher, et d'Hildiarde d’Oisy, vicomtesse de Meaux, dont il a au moins deux enfants :
- Jean de Nully, qui succède à son père.
- Élisabeth de Nully († après 1225), qui épouse en premières noces Guillaume de Vergy, seigneur d'Ormoy-sur-Aube, fils de Simon de Vergy, seigneur de Beaumont-sur-Vingeanne, et d'Ermengarde de Til-Châtel, d'où postérité ; puis en secondes noces Garnier de Sombernon, d'où postérité.
- peut-être Ada ou Oda ou Ode de Nully[6], qui épouse Geoffroi de Villehardouin, fils de Geoffroi de Villehardouin, dit le Chroniqueur, et de Channe de Lézinnes, mais qui n'a probablement pas de postérité.

Avant son départ en terre-sainte, Vilain de Nully laisse sa femme dans le château de Noyers, fief de ses enfants issus de son premier mariage.

## Source
- Marie Henry d'Arbois de Jubainville, Histoire des Ducs et Comtes de Champagne, 1865.